# London-Marathon 1987
| 7. London-Marathon     | 7. London-Marathon             |
| ---------------------- | ------------------------------ |
| Stadt                  | London, Vereinigtes Königreich |
| Datum                  | 10. Mai 1987                   |
| Distanz                | 42,195 Kilometer               |
| Sieger                 |                                |
| Männer                 | Hiromi Taniguchi (2:09:50 h)   |
| Frauen                 | Ingrid Kristiansen (2:22:48 h) |
| ← London-Marathon 1986 | London-Marathon 1988 →         |
| Website                | Offizielle Website             |

Der London-Marathon 1987 (offiziell: Mars London-Marathon 1987) war die siebte Ausgabe der jährlich stattfindenden Laufveranstaltung in London, Vereinigtes Königreich. Der Marathon fand am 10. Mai 1987 statt.
Bei den Männern gewann Hiromi Taniguchi in 2:09:50 h, bei den Frauen Ingrid Kristiansen in 2:22:48 h.

## Ergebnisse

### Männer
| Platz | Athlet               | Land                   | Zeit (h) |
| ----- | -------------------- | ---------------------- | -------- |
| 01    | Hiromi Taniguchi     | Japan                  | 2:09:50  |
| 02    | El Mostafa Nechchadi | Marokko                | 2:10:09  |
| 03    | Hugh Jones           | Vereinigtes Königreich | 2:10:11  |
| 04    | Gianni Poli          | Italien                | 2:10:15  |
| 05    | Geir Kvernmo         | Norwegen               | 2:10:17  |
| 06    | Mehmet Terzi         | Türkei                 | 2:10:25  |
| 07    | Bogusław Psujek      | Polen                  | 2:10:26  |
| 08    | Charles Spedding     | Vereinigtes Königreich | 2:10:32  |
| 09    | David Edge           | Kanada                 | 2:11:51  |
| 10    | Jean-Pierre Paumen   | Belgien                | 2:12:15  |

### Frauen
| Platz | Athletin             | Land                   | Zeit (h) |
| ----- | -------------------- | ---------------------- | -------- |
| 01    | Ingrid Kristiansen   | Norwegen               | 2:22:48  |
| 02    | Priscilla Welch      | Vereinigtes Königreich | 2:26:51  |
| 03    | Veronique Marot      | Vereinigtes Königreich | 2:30:15  |
| 04    | Paula Fudge          | Vereinigtes Königreich | 2:32:28  |
| 05    | Karolina Szabó       | Ungarn                 | 2:32:48  |
| 06    | Misako Miyahara      | Japan                  | 2:33:41  |
| 07    | Ágnes Sipka          | Ungarn                 | 2:34:37  |
| 08    | Angela Hulley        | Vereinigtes Königreich | 2:34:47  |
| 09    | Sissel Grottenberg   | Norwegen               | 2:35:53  |
| 10    | Valentina Bottarelli | Italien                | 2:35:57  |